# Margaret Bannerman
Margaret Bannerman (Toronto, 15 de dezembro de 1896 – 14 de junho de 1976) foi uma atriz canadense da era do cinema mudo.

## Filmografia selecionada
- Justice (1917)
- The Gay Lord Quex (1917)
- Hindle Wakes (1918)
- Lady Audley's Secret (1920)
- The Grass Orphan (1922)
- The Great Defender (1934)
- Over the Garden Wall (1934)
- Royal Cavalcade (1935)
- Cluny Brown (1946)